# Sommacampagna
Sommacampagna là một đô thị với 12.995 dân ở tỉnh Verona, Ý.
Sommacampagna kết nghĩa với Hall in Tirol, Áo.